# Westwood (New Jersey)
Westwood – miasto w Stanach Zjednoczonych, w stanie New Jersey, w hrabstwie Bergen.